# Olga Zharkova
Olga Nikoláyevna Zharkova –en ruso, Ольга Николаевна Жаркова– (Moscú, URSS, 11 de enero de 1979) es una deportista rusa que compitió en curling.
Ganó una medalla de oro en el Campeonato Europeo de Curling Femenino de 2006. Participó en dos Juegos Olímpicos de Invierno, ocupando el décimo lugar en Salt Lake City 2002 y el quinto en Turín 2006, en la prueba femenina.

## Palmarés internacional
| Campeonato Europeo | Campeonato Europeo | Campeonato Europeo | Campeonato Europeo |
| Año                | Lugar              | Medalla            | Prueba             |
| ------------------ | ------------------ | ------------------ | ------------------ |
| 2006               | Basilea (Suiza)    | Medalla de oro     | Equipo             |